# Greece International 2003
Die Greece International 2003 (auch Athens International 2003 bezeichnet) im Badminton fanden vom 29. bis zum 31. August 2003 in Athen statt.

## Medaillengewinner
| Disziplin    | Gold                                       | Silber                          | Bronze                         |
| ------------ | ------------------------------------------ | ------------------------------- | ------------------------------ |
| Herreneinzel | Conrad Hückstädt                           | Sho Sasaki                      | Georgi Petrov                  |
| Herreneinzel | Conrad Hückstädt                           | Sho Sasaki                      | Erwin Kehlhoffner              |
| Dameneinzel  | Florentina Petre                           | Diana Dimova                    | Maria Ioannou                  |
| Dameneinzel  | Florentina Petre                           | Diana Dimova                    | Alexandra-Gabriela Olariu      |
| Herrendoppel | Konstantin Dobrev Georgi Petrov            | Erwin Kehlhoffner Thomas Quéré  | Bruce Topping Mark Topping     |
| Herrendoppel | Konstantin Dobrev Georgi Petrov            | Erwin Kehlhoffner Thomas Quéré  | Yulian Hristov Hayik Misakian  |
| Damendoppel  | Alexandra-Gabriela Olariu Florentina Petre | Elena Iasonos Maria Ioannou     | Atanaska Spasova Linda Zechiri |
| Damendoppel  | Alexandra-Gabriela Olariu Florentina Petre | Elena Iasonos Maria Ioannou     | Ruzanna Hakobyan Anna Nazaryan |
| Mixed        | Yulian Hristov Diana Dimova                | Konstantin Dobrev Linda Zechiri | Hayik Misakian Anna Nazaryan   |
| Mixed        | Yulian Hristov Diana Dimova                | Konstantin Dobrev Linda Zechiri | Gil Martins Ana Moura          |